# آژانس کاهش تهدید دفاعی
آژانس کاهش تهدید دفاعی (انگلیسی: Defense Threat Reduction Agency) یک آژانس دفاعی و نیز یک آژانس پشتیبانی رزمی در وزارت دفاع ایالات متحده آمریکا است، که برای مقابله با سلاح‌های کشتار جمعی (جنگ شیمیایی، جنگ بیولوژیک، جنگ پرتوزا، جنگ‌افزار هسته‌ای و مواد منفجره قوی) و پشتیبانی از تجهیزات هسته‌ای فعالیت می‌کند. مأموریت اعلام شده آن ارائه «راهکارهای جامع برای قادر ساختن وزارت دفاع، دولت ایالات متحده و شرکای بین‌المللی به جلوگیری از حملات استراتژیک علیه ایالات متحده و متحدانش؛ جلوگیری، کاهش و مقابله با سلاح‌های کشتار جمعی و تهدیدات نوظهور؛ و غلبه بر دشمنان مسلح به سلاح‌های کشتار جمعی در بحران و درگیری» است. ستاد مرکزی آژانس کاهش تهدید دفاعی در فورت بلوار، ایالت ویرجینیا قرار دارد. مأموریت، سازمان و مدیریت، مسئولیت‌ها و عملکردها، روابط، اختیارات و نحوه اداره آژانس کاهش تهدید دفاعی در دستورالعمل ۵۱۰۵٫۶۲ وزارت دفاع، آژانس کاهش تهدید دفاعی تعریف شده است.